# Magatzem Miquel Boix
El Magatzem Miquel Boix és un edifici del centre de Terrassa, situat a la plaça de Mossèn Jacint Verdaguer, protegit com a bé cultural d'interès local.

## Descripció

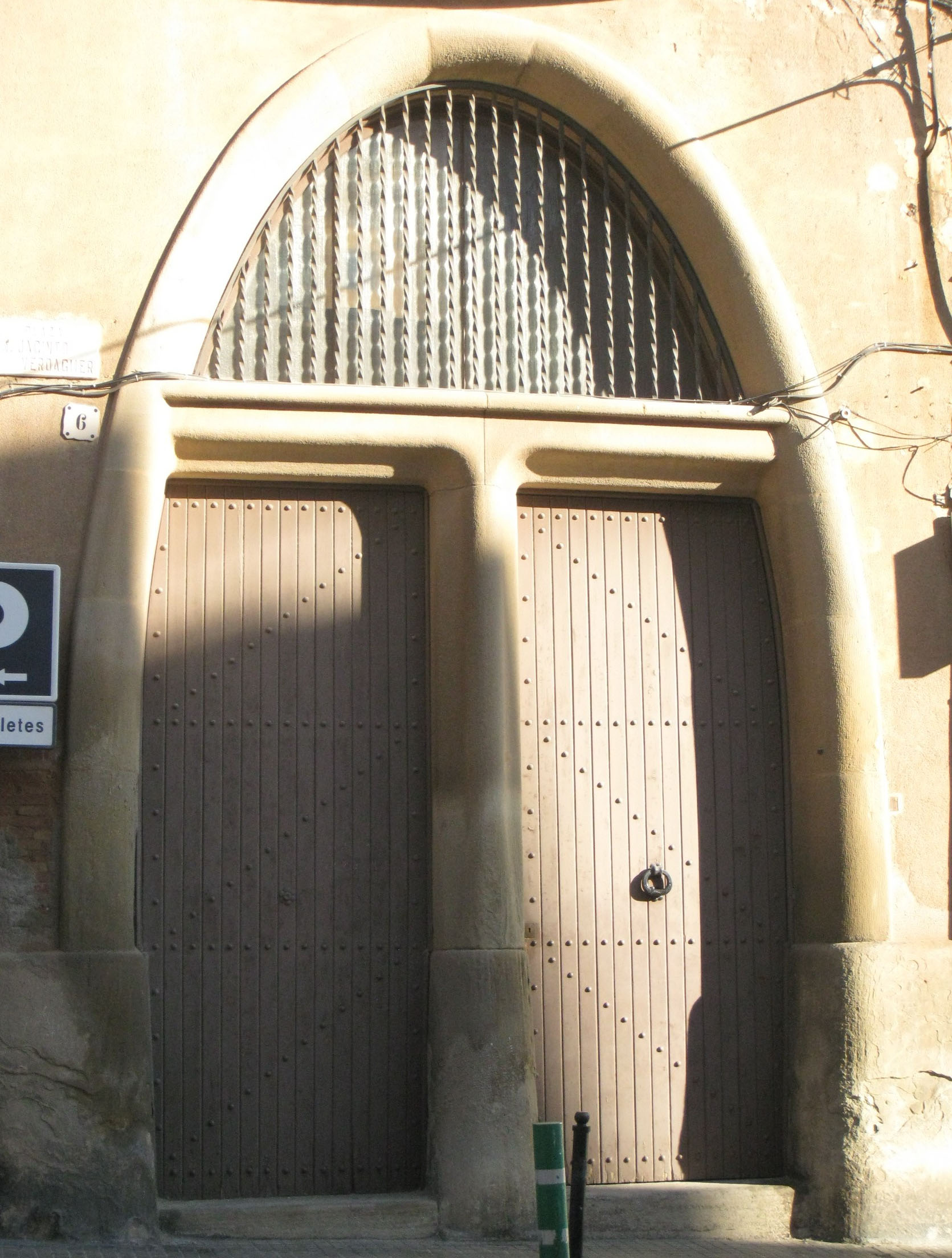
Detall del portal d'entrada, dividit per la meitat per un mainell de pedra

És un edifici entre mitgeres amb tipologia de casal. Consta de planta baixa i pis, amb una única obertura a cada nivell. A la planta baixa, molt elevada, hi ha una gran portalada de pedra en arc equilibrat parabòlic, de perfil arrodonit, amb mainell i travesser també de pedra. A la planta pis, la llosana i el portal del balcó segueixen les mateixes línies arrodonides i suaus, amb una senzilla barana de ferro. L'acabament superior consta d'una discreta cornisa. Els paraments són arrebossats, amb sòcol de pedra a la planta baixa.

## Història
El magatzem tèxtil de Miquel Boix va ser bastit l'any 1905, obra de l'arquitecte Lluís Muncunill del seu període modernista.